# Изговори латинског језика
Латински се данас изговара на многе начине, који махом зависе од локалних, националних и школских традиција и навика. Из тог шаренила издвајају се, по својој интернационалној вредности, три изговорна стила: класични (или реституисани) стил, који, с претензијом да се превазиђу незгодне разлике, стиче примену почев од последњих деценија XIX в., а заснива се на приближном опонашању онога што се зна о римском изговору какав је био у I в. п. н. е.; и два традиционална стила, који у главним цртама потичу из позноантичког/раносредњовековног доба и непрекинуто се користе до данас, а међусобно се разликују по извесним обележјима која су у међувремену постала својствена западним одн. источним романским језицима (нпр. француском и шпанском наспрам италијанског и румунског). Западни изговорни стил уобичајен је нарочито код зналаца латинског у немачким земљама, али и у целој средњој и источној Европи, па и код Срба. Источни изговорни стил уобичајен је код Италијана, а -- захваљујући централном положају Италије као носиоца латинске традиције, и такође ауторитету Римокатоличке цркве -- широко је познат и коришћен у разним срединама.

## Класични (реституисани) изговор
По класичном начину, изговара се углавном како је написано. Главне појединости су ове:
Консонанти c, s, t увек и у сваком положају изговарају се као наше К, С, Т: ceteri кетери, citra китра, cito кито, Cyprus кипрус, asinus асинус, rosa роса, natio натио, Dalmatia далматиа.
Консонант v изговара се као енглеско W: vates уатес, verum уерум, vita уита.
Двословни консонант qu изговара се као у италијанском или енглеском, тј. чује се KW: qualis куалис, queri куери, quid куид.
Консонант z изговара се као (сливено) ДЗ: zona дзона, gaza гадза.
Консонант h изговара се као у енглеском, тј. само као издисај, много тише од српског Х.
Двословни консонанти ch, ph, th изговарају се слично консонантима којима почињу енглеске речи care, pal, toy, тј. тако да се уз К, П, Т чује још и издисај.
Сложени вокали ae, oe, au изговарају се АЈ, ОЈ, АУ: aetas ајтас, poena појна, aurum аурум.
Те и друге појединости класичног изговора реституишу се из три главна извора: (1) непосредно, из описа које дају римски граматичари и други писци; (2) посредно, на основу варијација у писању и нарочито ортографских грешака којих има у римским текстовима (највише у натписима); (3) посредно, по томе како су Римљани записивали преузете стране речи, и како су латинске речи записиване у другим језицима.

## Традиционални изговор западног (немачког) стила
У односу на класични изговор, главне разлике су ове:
Сложени вокал ae изговара се Е, а сложени вокал oe као немачки замућени вокал Ö: aetas етас, poena пӧна.
Консонант s између вокала, као и у групама ns, rs, изговара се као З: rosa роза, versus верзус, consul конзул.
Консонант c испред e, i, y, ae, oe изговара се као Ц: carus карус, cena цена, cito цито, comes комес, cura кура, Cyrus цирус, caedo цедо, coepi цӧпи.
Кад иза консонанта t стоји i и још један вокал, изговара се не Т него Ц: natio нацио, Dalmatia далмациа.
Консонант v изговара се као српско В: vates ватес, verum верум, vita вита.
Двословни консонант qu изговара се као у немачком, тј. чује се КВ: qualis квалис, queri квери, quid квид.
Двословни консонанти ch, ph, th изговарају се Х, Ф, Т.

## Традиционални изговор источног (италијанског) стила
У односу на класични изговор, главне разлике су ове:
Сложени вокали ae и oe изговарају се као Е: aetas етас, poena пена.
Консонант s између вокала изговара се као З: rosa роза.
Консонант c испред e, i, y, ae, oe изговара се као Ч (или Ћ): carus карус, cena чена, cito чито, comes комес, cura кура, Cyrus чирус, caedo чедо, coepi чепи.
Консонант g у тој позицији изговара се као Џ (или Ђ): ruga руга, gena џена, magis маџис, ago аго, gula гула, gyrus џирус, Gaetulus џетулус, lagoena лаџена.
Група sc у тој позицији изговара се као Ш: musca муска, scelus шелус, scire шире, disco диско, scutum скутум, Scyrus ширус, scaena шена.
Кад иза консонанта t дође i и још један вокал, изговара се ЦЈ: natio нацјо, Dalmatia далмацја.
Група gn изговара се као Њ: magnus мањус, gignere џињере.
Консонант v изговара се као српско В: vates ватес, verum верум, vita вита.
Консонант h не изговара се: homo омо, habere абере.
Двословни консонанти ch, ph, th изговарају се К, Ф, Т.

## Даље напомене
Слово k (изг. К) пише се у само неколико латинских речи: Kalendae, Kaeso, Karthago (али и Calendae, Carthago).
Словом x пише се консонантска група КС. Ако реч почиње на екс- па затим долази вокал, у оба традиционална изговора чује се ГЗ: maximus максимус, expurgare експургаре, examen егзамен, exemplum егземплум, exire егзире.
Удвојени консонанти (као у terra, stella, mittere, pinna) изговарају се као такви (тј. чује се како двоструко трају) у класичном и у италијанском стилу, док се у немачком стилу упрошћавају (тако да rr буде једнако простом r, ll простом l, итд.).
Акцентовање је исто у свим изговорним стиловима. Латинске речи акцентоване су или на претпоследњем или на претпретпоследњем слогу (наравно, ово друго је могуће само ако је реч тросложна или још дужа). У тим границама, о месту акцента одлучује структура претпоследњег слога: ако је овај затворен или ако садржи дуг вокал, биће наглашен; у супротном случају, акценат ће по нужди пасти на претпретпоследњи слог.

## Закључна белешка
У шаренилу латинских изговора постоје и сасвим ексцентрични стилови. По неразумљивости странцу најпознатији су енглески и француски школски изговор, који су својевремено и били главни мотив за реституцију класичног изговора.
Предност класичног изговора лежи у његовој неутралности и једноставности. Мане су му релативна грубост реституције (штавише, и у том новом оквиру, који би имао да буде јединствен, јављају се националне разлике) и неприродност повратка, мимо традиције, на једно давно стање.
Традиционални изговори имају континуитет, који је кичма класичног наслеђа (па и латинизми у модерним језицима имају »традиционални« а не »класични« облик: кажемо перцепција а не перкептија). Традиционални стилови можда су и благогласнији од изговора какав је био у класична времена (сами Римљани тога доба увиђали су недостатак »мекших« гласова у свом језику); али они нису у складу с остатком латинске језичке норме, која се заснива на књижевности класичне епохе, и поготову су неаутентични кад треба наглас читати уметничке текстове из класичног доба. А највећи им је недостатак њихово нејединство.
При читању латинских текстова могуће је одабрати стил најближи изговору самог аутора и/или његових савременика. На томе, међутим, не треба инсистирати. Нормално је бити навикнут на један изговорни стил; варирање нарочито шкоди почетницима, јер код њих изазива конфузију. У школским и академским условима махом се прихвата опредељење за ма који од изговорних стилова, али се не допушта њихово бркање.